# Haplocylix littoreus
Haplocylix littoreus är en fiskart som först beskrevs av Johann Reinhold Forster, 1801.  Haplocylix littoreus ingår i släktet Haplocylix och familjen dubbelsugarfiskar. Inga underarter finns listade i Catalogue of Life.